# Jacek Górski (opozycjonista)
Jacek Górski ps. „Wiejski”, „Wieśniak” (ur. 1965 w Warszawie) – polski opozycjonista i działacz społeczny. Reżyser, scenarzysta i organizator wydarzeń Koncert Niepodległości, Projekt Arboretum, Hybryda Kultur Festiwal oraz Penegiria. Wydawca portalu Śpiewnik Niepodległości. Stypendysta MKiDN.

## Życiorys
Wnuk Zygmunta Górskiego, członka POW, NZR, Legionisty i żołnierza ZWZ, zamordowanego w KL Auschwitz. Bratanek polskiej pisarki emigracyjnej Zofii Romanowiczowej. Magister ekonomii, absolwent Wyższej Szkoły Handlowej w Kielcach, gdzie studiował na kierunkach Bezpieczeństwo Publiczne i Obronność oraz Ekonomia i Organizacja Przedsiębiorstw. Były pilot szybowcowy i skoczek spadochronowy.

## Działalność opozycyjna i społeczna
W grudniu 1981 dwukrotnie aresztowany za „fotografowanie obiektów wojskowych”. Jeden z założycieli podziemnej organizacji młodzieżowej Federacja Młodzieży Walczącej, która powstała w 1984 w Warszawie. Autor nazwy i logotypu FMW. Współtwórca i autor szaty graficznej opozycyjnego pisma Nasze Wiadomości, organu prasowego Federacji Młodzieży Walczącej. Członek Komitetu Założycielskiego FMW oraz ogólnopolskiej Rady Koordynacyjnej FMW, w których odpowiadał za akcje uliczne i poligrafię. Drukarz pism podziemnych Nasze Wiadomości, Tygodnik Mazowsze, KOS oraz Tu i teraz. Członek Grup Oporu Solidarni, uczestnik strajków Niezależnego Zrzeszenia Studentów oraz współpracownik Radia „Solidarność”. Od lipca 1985 był rozpracowywany przez Wydział I Biura Studiów Służby Bezpieczeństwa (m.in. SOS „Łączność”, SOR „GOL”, SOR „DACH”). W styczniu 1986 został porwany i poddany torturom przez tzw. „nieznanych sprawców”, po których, w stanie utraty świadomości został wyrzucony na torach kolejowych. W maju 1988 został wcielony do Ludowego Wojska Polskiego, skąd po 17 dniach został wydalony, a następnie skazany na pół roku więzienia w zawieszeniu na dwa lata za uchylanie się od służby wojskowej. Po 1989, jako społecznik organizował szereg działań lokalnych i ogólnopolskich (m.in. akcja Niedziela bez Bazgrołów) oraz wydarzeń artystycznych (np. Święto Racławickiej). Współzałożyciel Stowarzyszenia Federacji Młodzieży Walczącej i jego wiceprezes w latach 2008–2014. W 2009 był przewodniczącym Komitetu Obchodów 25 rocznicy powstania FMW w 2009. Od 2013 jest prezesem Fundacji Dziedzictwa Rzeczypospolitej. W 2014 był polskim ekspertem programu „Woda źródłem przemian”, realizowanego w górach Pamiru w Tadżykistanie z grantu MSZ przez Towarzystwo Demokratyczne Wschód.

## Działalność artystyczna
Jest producentem, scenarzystą i reżyserem kilkudziesięciu wydarzeń artystycznych, które zrealizował w Polsce, Kanadzie, Australii, na Litwie, Łotwie i na Ukrainie. Od 2009 organizuje „Koncert Niepodległości”, który rokrocznie odbywa się w dniu 11 listopada w Muzeum Powstania Warszawskiego. Specjalne edycje wydarzenia odbywały się m.in. na Zamku Królewskim w Warszawie w dniu 3 maja (od 2013 roku), na Westerplatte w dniu 1 września (od 2016 roku), na Placu marszałka Józefa Piłsudskiego w Warszawie, Wilnie, Dyneburgu, Brampton (Kanada) i Brisbane (Australia). Wydarzenie objęte jest Honorowym Patronatem prezydenta RP Andrzeja Dudy, a wcześniej prezydenta Bronisława Komorowskiego. Od 2014 jest organizatorem odnoszących się do spuścizny i dziedzictwa polskiej wsi koncertów muzyki hybrydowej Projekt Arboretum w amfiteatrze w Mrągowie, którego międzynarodowe edycje miały miejsce we Lwowie i w Brisbane (Australia). Jest autorem scenariuszy i współautorem koncepcji obu wydarzeń. W 2018 roku zainicjował Hybryda Kultur Festiwal w Mrągowie. Przy realizacji swoich projektów współpracował z kompozytorką i wokalistką Olą Turkiewicz, a także z aktorami: Maciejem Kozłowskim, Andrzejem Piszczatowskim, Wojciechem Malajkatem, Jackiem Mikołajczakiem, Elżbietą Czerwińską, Antonim Pawlickim, Krzysztofem Kaczmarkiem, Robertem Czebotarem, Redbadem Klijnstrą, Arkadiuszem Brykalskim, Aleksandrą Justą, pisarką Katarzyną Enerlich oraz Marią Dłużewską; wokalistami: Markiem Bałatą, Grzegorzem Wilkiem i Adamem Strugiem; instrumentalistami: Marcinem Riege, Krzysztofem Kowalewskim, Grzechem Piotrowskim, Pawłem Kaczmarczykiem, Marcinem Murawskim, Grzegorzem Grzybem, Przemkiem Kuczyńskim, Wojciechem Hartmanem, Robertem Murawskim, armeńskim dudukistą Tigranem Aleksnyanem z Londynu, ukraińskim wirtuozem skrzypiec Vasylem Popadiukiem z Toronto, meksykańskim perkusjonistą Tomasem Celisem Sanchezem oraz formacjami: Kwartet smyczkowy „Obligato”, Zespół „Dziczka”, Alchemik Orchestra i III Artystyczna Drużyna Harcerska. W 2021 roku był współtwórcą i librecistą projektu baletowo-muzycznego Panegiria oraz zainaugurowanym spektaklem "Triumph Satyrów Leśnych", stworzonym na podstawie panegiryku Bartosza Paprockiego, napisanego w 1583 roku na cześć króla Stefana Batorego, powracającego zwycięsko z wyprawy moskiewskiej. Autor opowiadań, wspomnień i artykułów dotyczących działalności młodzieżowych organizacji niepodległościowych, opublikowanych w prasie polskiej i polonijnej. Autor internetowego videobooka Gaspard_03 zrealizowanego dzięki stypendium MKiDN.

## Nagrody i odznaczenia
- Krzyż Wolności i Solidarności nadany za działalność w Federacji Młodzieży Walczącej decyzją prezydenta RP Andrzeja Dudy(2016)[25]
- Odznaka honorowa Zasłużony dla Warszawy nadana przez Radę Miasta Stołecznego Warszawy (2014)[26].
- Krzyż Oficerski Orderu Odrodzenia Polski nadany przez prezydenta RP Bronisława Komorowskiego w trakcie uroczystości uhonorowania osób zasłużonych dla przemian demokratycznych w Polsce, twórców i animatorów niezależnych mediów audiowizualnych, w tym „Radia Solidarność"(2011)[12]
- Srebrna Odznaka Szybowcowa[2]
- Brązowa odznaka skoczka spadochronowego[2]
- Stypendysta MKiDN